# بونمی کایود
بونمی کایود (انگلیسی: Bunmi Kayode؛ زادهٔ ۱۳ آوریل ۱۹۸۵) بازیکن فوتبال اهل نیجریه است.
وی همچنین در تیم ملی فوتبال زنان نیجریه بازی کرده‌است.